# Urraka López de Haro

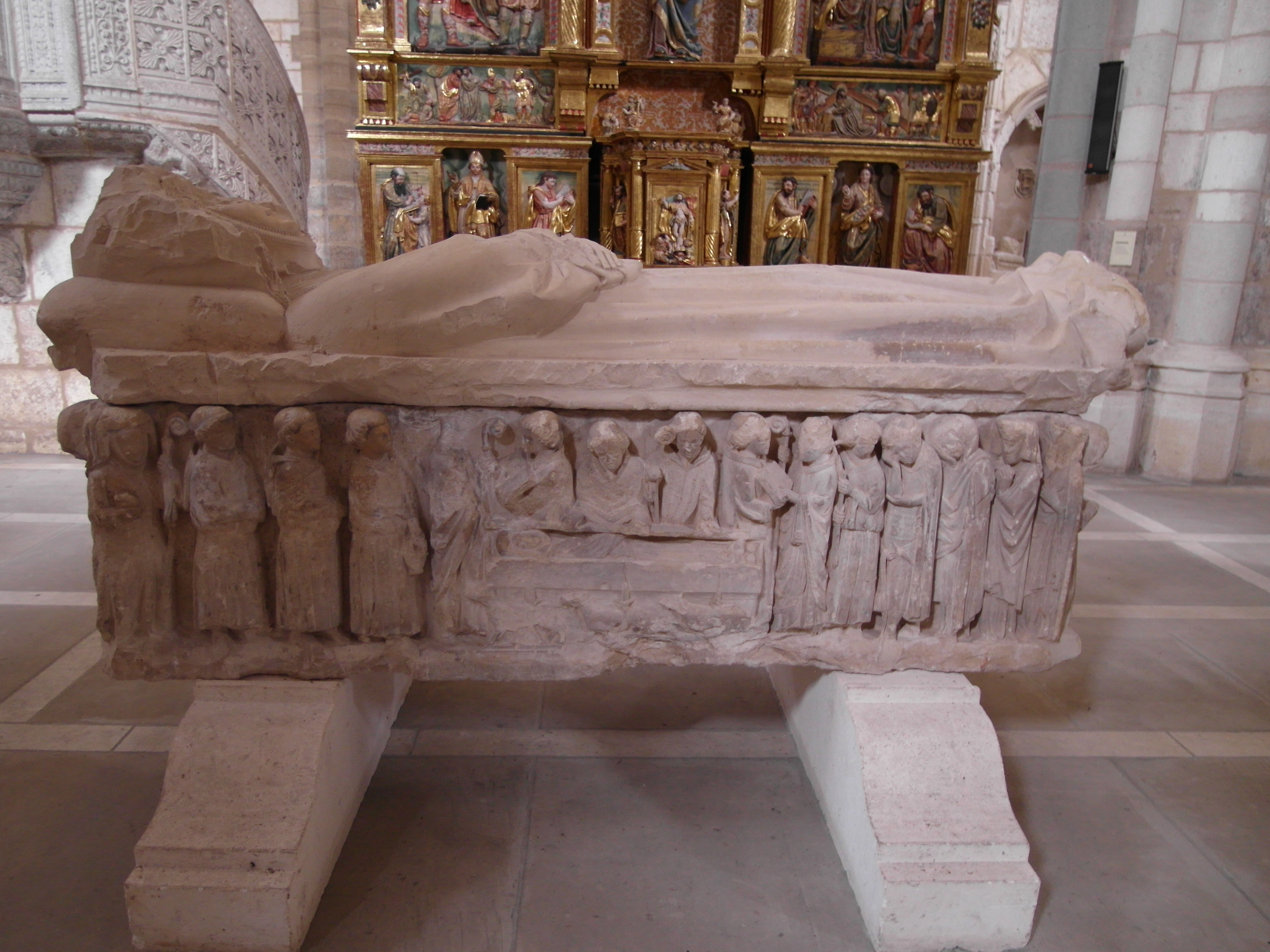
Grobowiec Urraki López de Haro, Muzeum w Burgos

Urraka López de Haro (ur. ok. 1160, zm. między 1226 a 1230) – królowa Galicji i Leónu jako żona Ferdynanda II.
Urraka był córką hrabiego Lope Díaz I de Haro i jego żony Aldonzy Ruiz de Castro.
Urraka po raz pierwszy wyszła za mąż około 1180 roku za krewnego swojej matki Nuño Meléndeza (ok. 1180). Małżeństwo to miało córkę Marię.
Około 1182 roku Urraka została kochanką króla Ferdynanda II, już po śmierci jego drugiej żony Teresy Fernández de Traba. Urraka miała z królem synów: Garcíę i Sancho. W maju 1187 roku Ferdynand II poślubił Urrakę. Urraka usiłowała przeforsować, by Sancho, syn jej i Ferdynanda, został następcą tronu. Na przeszkodzie stało to, że Ferdynand miał już starszego syna Alfonsa z małżeństwa z Urraką Portugalską. Urraka López dowodziła, że Alfons nie może odziedziczyć tronu w związku z faktem, że małżeństwo jego rodziców zostało unieważnione z powodu ich zbyt bliskiego pokrewieństwa. Urraka doprowadziła do tego, że Alfons musiał opuścić dwór. Jednak po śmierci króla Ferdynanda II 22 stycznia 1188 roku, możni Leónu poparli roszczenia do tronu jego starszego syna i kolejnym królem został Alfons. Natomiast Urraka musiała szukać schronienia w Kastylii.
W 1222 roku Urraka ufundowała klasztor Santa María la Real w Vileña, w którym sama została zakonnicą (wprawdzie była fundatorką klasztoru, ale nie była jego opatką). 
Urraka zmarła pomiędzy rokiem 1226 a 1230. Została pochowana w grobowcu umieszczonym w prezbiterium kościoła w klasztorze, który założyła. Po zniszczeniu klasztoru przez pożar w 1970 roku jej grobowiec trafił do muzeum w Vileña, a następnie do muzeum w Burgos.